# Solidaris Limburg
Solidaris Limburg, tot 2022 De Voorzorg Limburg, is een Belgisch socialistisch ziekenfonds met hoofdzetel in Hasselt. Het is aangesloten bij het Nationaal Verbond van Socialistische Mutualiteiten (NVSM).

## Geschiedenis
De ziekenfondsfederatie werd op 10 januari 1924 opgericht als de Limburgsche Federatie van Mutualiteitsverenigingen. Van 1941 tot 2022 heette ze De Voorzorg.
In 2021 kwam Tony Coonen, provinciaal secretaris sinds 1998, in opspraak. Hij werd samen met andere bestuursleden gerechtelijk aangehouden op verdenking van corruptie en witwaspraktijken. Er zouden gebouwen van De Voorzorg, waaronder het historische hotel Petit Rouge in Blankenberge, verkocht zijn aan projectontwikkelaar Immo Top Invest, waarna er geld zou zijn teruggevloeid naar de verdachten. De Voorzorg en het NVSM stelden zich burgerlijke partij in het gerechtelijke onderzoek. In 2022 trad Ilse Weeghmans van het Vlaams Patiëntenplatform aan als secretaris.
Op 1 juli 2022 veranderde het ziekenfonds van naam. Daarmee deelt het zijn naam met Solidaris West-Vlaanderen, Solidaris Oost-Vlaanderen, Solidaris Antwerpen, Solidaris Brabant, Solidaris Wallonie en de landsbond Solidaris.